# TAP 포르투갈 항공의 운항 노선
2019년 1월 기준으로 TAP 포르투갈은 다음과 같은 노선을 운항하고 있다. 단 TAP 익스프레스의 운항 노선은 제외한다.

## 운항 노선

### 아시아

#### 서남아시아
- 이스라엘
  - 텔아비브 - 벤구리온 국제공항

### 아프리카

#### 서아프리카
- 가나
  - 아크라 - 코토카 국제공항
- 기니
  - 코나크리 - 코나크리 국제공항 - (2019년 7월 3일 신규취항)
- 기니비사우
  - 비사우 - 오스발도 비에이라 국제공항
- 상투메 프린시페
  - 상투메 - 상투메 국제공항
- 세네갈
  - 다카르 - 블레즈 디아뉴 국제공항
- 코트디부아르
  - 아비장 - 포르부에 국제공항

#### 남아프리카
- 감비아
  - 반줄 - 반줄 국제공항 - (2019년 10월 29일 신규취항)
- 모잠비크
  - 마푸토 - 마푸토 국제공항
- 앙골라
  - 루안다 - 루안다 콰트루 드 페베레이루 공항

#### 동아프리카
- 말리
  - 바마코 - 바마코 세노 국제공항

#### 북아프리카
- 모로코
  - 카사블랑카 - 모하메드 5세 국제공항
  - 마라케시 - 메나라 국제공항
  - 탕헤르 - 이븐 바투타 국제공항
- 알제리
  - 알제 - 우아리 부메디엔 공항
- 카보베르데
  - 보아비스타섬 - 아리스티데스 페레이라 국제공항
  - 살섬 - 아밀카르 카브랄 국제공항
  - 상비센트섬 - 상페드루 공항
  - 프라이아 - 프라이아 국제공항

### 유럽

#### 서유럽
- 영국
  - 런던
    - 런던 히드로 국제공항
    - 런던 개트윅 국제공항

  - 맨체스터 - 맨체스터 공항
- 프랑스
  - 파리 - 파리 오를리 공항
  - 리옹 - 생텍쥐페리 국제공항
  - 니스 - 니스 코트다쥐르 공항
  - 마르세유 - 마르세유 프로방스 공항
  - 뮐루즈 - 유로 에어포트
  - 보르도 - 보르도 메리냑 공항
  - 툴루즈 - 툴루즈 블라냑 공항
- 독일
  - 베를린 - 베를린 쇠네펠트 공항
  - 프랑크푸르트 - 프랑크푸르트암마인 공항
  - 뒤셀도르프 - 뒤셀도르프 국제공항
  - 뮌헨 - 뮌헨 국제공항
  - 쾰른 - 쾰른 본 공항
  - 프라이부르크 - 유로 에어포트
  - 함부르크 - 함부르크 공항
- 아일랜드
  - 더블린 - 더블린 공항
- 네덜란드
  - 암스테르담 - 암스테르담 스키폴 국제공항
- 벨기에
  - 브뤼셀 - 브뤼셀 공항
- 룩셈부르크
  - 룩셈부르크 - 룩셈부르크 핀델 국제공항

#### 중유럽
- 스위스
  - 바젤 - 유로 에어포트
  - 제네바 - 제네바 공항
  - 취리히 - 취리히 국제공항
- 오스트리아
  - 비엔나 - 비엔나 국제공항

#### 남유럽
- 스페인
  - 마드리드 - 마드리드 바라하스 국제공항
  - 바르셀로나 - 바르셀로나 엘프라트 국제공항
  - 라코루냐 - 라코루냐 공항
  - 말라가 - 말라가 공항
  - 발렌시아 - 발렌시아 공항
  - 빌바오 - 빌바오 공항
  - 세비야 - 산파블로 공항
  - 테네리페 - 테네리페 사우스 공항
- 이탈리아
  - 로마 - 레오나르도 다 빈치 국제공항
  - 나폴리 - 나폴리 국제공항
  - 밀라노 - 밀라노 말펜사 국제공항
  - 베네치아 - 베네치아 마르코 폴로 국제공항
  - 볼로냐 - 굴리엘모 마르코니 공항
  - 토리노 - 토리노 국제공항
- 포르투갈
  - 리스본 - 리스본 공항 허브
  - 포르투 - 프란시스쿠 드 사 카르네이루 공항 포커스 시티
  - 오르타 - 오르타 공항
  - 테르세이라 - 라제스 공군 기지
  - 파루 - 파루 공항
  - 포르투산투 - 포르투산투 공항
  - 폰타델가다 - 주앙 파울로 2세 공항
  - 푼샬 - 마데리아 공항
  - 피쿠 - 피쿠 공항

#### 동유럽
- 러시아
  - 모스크바 - 도모데도보 국제공항
- 체코
  - 프라하 - 프라하 바츨라프 하벨 국제공항
- 폴란드
  - 바르샤바 - 바르샤바 쇼팽 국제공항
- 헝가리
  - 부다페스트 - 부다페스트 페리 헤지 국제공항

#### 북유럽
- 노르웨이
  - 오슬로 - 오슬로 가르데르모엔 국제공항
- 덴마크
  - 코펜하겐 - 코펜하겐 카스트럽 국제공항
- 스웨덴
  - 스톡홀름 - 스톡홀름 알란다 국제공항
- 핀란드
  - 헬싱키 - 헬싱키 반타 국제공항

### 아메리카

#### 북아메리카
- 미국
  - 워싱턴 DC - 워싱턴 덜레스 국제공항
  - 뉴욕 - 존 F. 케네디 국제공항
  - 뉴어크 - 뉴어크 리버티 국제공항
  - 마이애미 - 마이애미 국제공항
  - 보스턴 - 로건 국제공항
  - 샌프란시스코 - 샌프란시스코 국제공항
  - 시카고 - 오헤어 국제공항
- 캐나다
  - 토론토 - 토론토 피어슨 국제공항

#### 남아메리카
- 브라질
  - 브라질리아 - 브라질리아 국제공항
  - 상파울루 - 상파울루 구아룰류스 국제공항
  - 리우데자네이루 - 리우데자네이루 갈레앙 국제공항
  - 나타우 - 그레이터 나타우 국제공항
  - 사우바도르 - 데푸타도 루이스 에두아르두 마젤란 국제공항
  - 벨루오리존치 - 탕크레두 네비스 국제공항
  - 포르투알레그리 – 살가두 필류 국제공항
  - 포르탈레자 - 포르탈레자 공항
  - 헤시피 - 헤시피 공항
- 베네수엘라
  - 카라카스 - 시몬 볼리바르 국제공항

## 과거 취항지

### 아시아

#### 동아시아
- 마카오
  - 마카오 - 마카오 국제공항

#### 동남아시아
- 태국
  - 방콕 - 돈므앙 국제공항

### 아프리카

#### 서아프리카
- 나이지리아
  - 카노 - 말람 아미누 카노 국제공항
- 세네갈
  - 다카르 - 레오폴 세다르 상고르 국제공항
- 콩고 공화국
  - 브라자빌 - 마야마야 공항
- 콩고 민주 공화국
  - 킨샤사 - 은질리 공항

#### 남아프리카
- 남아프리카 공화국
  - 요하네스버그 - OR 탐보 국제공항
- 모잠비크
  - 베이라 - 베이라 공항
- 짐바브웨
  - 하라레 - 하라레 국제공항

### 유럽

#### 서유럽
- 영국
  - 뉴캐슬 - 뉴캐슬 공항
- 프랑스
  - 파리 - 샤를 드 골 국제공항
- 독일
  - 베를린 - 베를린 테겔 국제공항
  - 슈투트가르트 - 슈투트가르트 공항
  - 하노버 - 하노버 공항

#### 남유럽
- 그리스
  - 아테네 - 아테네 국제공항
- 세르비아
  - 베오그라드 - 베오그라드 니콜라 테슬라 국제공항
- 스페인
  - 라스팔마스 - 그란 카나리아 공항
  - 비고 - 비고 페니나도르 공항
  - 산티아고 데 콤포스텔라 - 산티아고 데 콤포스텔라 공항
- 이탈리아
  - 밀라노 - 밀라노 리나테 공항
  - 토리노 - 토리노 공항
- 크로아티아
  - 자그레브 - 자그레브 국제공항
  - 두브로브니크 - 두브로브니크 공항
- 포르투갈
  - 산타마리아 - 산타마리아 공항

#### 동유럽
- 러시아
  - 상트페테르부르크 - 풀코보 국제공항
- 에스토니아
  - 탈린 - 탈린 공항

#### 북유럽
- 노르웨이
  - 오슬로 - 오슬로 포르네부 공항 - (오슬로 가르데르모엔 국제공항으로 노선 이양)
- 스웨덴
  - 예테보리 - 예테보리 란드베터 공항

### 아메리카

#### 북아메리카
- 미국
  - 로스앤젤레스 - 로스앤젤레스 국제공항
- 캐나다
  - 몬트리올 - 몬트리올 피에르 엘리오트 트뤼도 국제공항
- 파나마
  - 파나마 시티 - 토쿠멘 국제공항

#### 남아메리카
- 브라질
  - 나타우 - 아우구스투 세베루 국제공항 - (그레이터 나타우 국제공항로 노선 이양)
  - 캄피나스 - 비라코푸스 캄피나스 국제공항
- 아르헨티나
  - 부에노스아이레스 - 미니스토로 피스타리니 국제공항
- 콜롬비아
  - 보고타 - 엘도라도 국제공항

#### 카리브해
- 도미니카 공화국
  - 푼타카나 - 푼타카나 국제공항
- 쿠바
  - 바라데로 - 후안 괄베르토 고메스 공항
- 퀴라소
  - 퀴라소 - 퀴라소 국제공항